# Яні Лаюнен
Яні Лаюнен (фін. Jani Lajunen; 16 червня 1990, м. Еспоо, Фінляндія) — фінський хокеїст, центральний нападник. Виступає за «Таппару» (Лійга).
Вихованець хокейної школи ГріФК. Виступав за «Еспоо Блюз», «Мілвокі Адміралс», «Векше Лейкерс».
В чемпіонатах Фінляндії — 190 матчів (33+39), у плей-оф — 23 матчі (3+4).
У складі національної збірної Фінляндії учасник чемпіонату світу 2011 (4 матчі, 2+1). У складі молодіжної збірної Фінляндії учасник чемпіонатів світу 2009 і 2010.  У складі юніорської збірної Фінляндії учасник чемпіонату світу 2008.
Брат: Вілле Лаюнен.
Досягнення
- Чемпіон світу (2011)
- Срібний призер чемпіонату Фінляндії (2008, 2011).